# Хайкин, Семён Эммануилович
Семён Эммануи́лович Ха́йкин (8 [21] августа 1901, Минск — 30 июля 1968, Ленинград) — советский физик и радиоастроном, доктор физико-математических наук (1935), профессор (1935).
Основоположник отечественной экспериментальной радиоастрономии, первооткрыватель радиоизлучения солнечной короны.

## Биография
Родился в Минске в семье почётного гражданина, агронома Эммануила Моисеевича (Менделя Мовшевича) Хайкина (1868—1935), уроженца Новоалександровска. Мать — Флора Абрамовна (Фрадл Шмуэль-Абелевна) Хайкина (урождённая Борщ, впоследствии Барщ; 1871—?), родом из Вильны, учительница французского языка в этом же училище. Родители заключили брак в 1899 году в Вильне, где в 1900 году родился их старший сын Моисей; в 1901 году они поселились в Минске. Брат дирижёра Бориса Хайкина.
В 1918 году окончил Минское частное еврейское реальное училище Э. М. Хайкина, основанное в 1907 году его отцом и во время Первой мировой войны в 1915 году эвакуированное в Пензу. В 1918 году выстроенное в 1912 году здание Частного еврейского реального училища Э. М. Хайкина на углу Магазинной и Богадельной улиц в Минске было национализировано и впоследствии передано Белорусскому университету имени В. И. Ленина (в помещении училища расположился факультет общественных наук). Семья Хайкиных в Минск больше не возвратилась и в 1919 году поселилась в Москве. Уже в 1918 году С. Э. Хайкин был принят в МВТУ и на Высшие электротехнические курсы. В 1919—1924 годах служил в рядах Красной Армии.
В 1928 году окончил физико-математический факультет Московского университета. В 1930—1946 годах работал в Московском университете (с 1935 года — профессор, в 1931—1933 годах — заместитель директора Института физики университета, в 1934—1937 годах — декан физического факультета, в 1937—1946 годах — заведующий кафедрой общей физики, руководитель лаборатории по разработке фазовой радиолокации и радионавигации).
В годы Великой Отечественной войны Хайкин возглавлял группу учёных-физиков МГУ, которая вела разработку методов радиолокации. Эти исследования были начаты в октябре 1941 года. В состав группы входили П. Е. Краснушкин, И. А. Яковлев, М. А. Леонтович, Я. П. Терлецкий, В. В. Владимирский.
В 1945—1953 годах работал в Физическом институте АН СССР (заведующий сектором радиоастрономии в лаборатории колебаний). В 1948—1949 годах руководил созданием первой советской радиоастрономической станции в Крыму. В 1953 году создал в Пулковской обсерватории отдел радиоастрономии, которым заведовал до конца жизни.
Проводил большую научно-организаторскую и педагогическую работу: читал лекции на физфаке МГУ, в Московском инженерно-физическом институте, Московском институте инженеров связи, был одним из инициаторов проведения школьных Олимпиад.

## Семья
- Жена — Марина Владимировна Разнатовская (1907—1987), врач-психиатр.
  - Сыновья — доктор физико-математических наук Моисей Семёнович Хайкин и кандидат физико-математических наук Александр Семёнович Хайкин (работал в Физическом институте АН СССР).
- Сводный (от второго брака отца) и одновременно троюродный брат — Виктор Ефимович Ардов, писатель[12].

## Научная деятельность
Воспитанник научной школы академиков Л. И. Мандельштама и Н. Д. Папалекси. Внёс большой вклад в развитие теории колебаний и теоретической радиотехники. Работы в этих направлениях связаны в первую очередь с вопросами автоколебаний: явлением «захватывания» при малых внешних воздействиях, релаксационные колебания (например, в системах с сухим трением). В 1939 году обнаружил эффект перегрева твёрдого тела.
В 1947 году возглавил экспедицию в Бразилию, где впервые в мире были проведены наблюдения полного затмения Солнца в радиодиапазоне. В 1956 году в Пулковской обсерватории по идее и под руководством Хайкина был сооружён радиотелескоп с антенной переменного профиля. С его помощью была обнаружена и изучена сильная круговая поляризация излучения активных областей Солнца, подробно исследованы «радиопятна», обнаружена и изучена линейная поляризация теплового радиоизлучения Луны в сантиметровом диапазоне, оценена «шероховатость» лунной поверхности, впервые исследовано распределение радиояркости по диску Венеры, проведены исследования структуры мощных радиационных поясов Юпитера, выполнены прецизионные измерения координат внегалактических радиоисточников и обнаружено, что более 40 % ярких источников в сантиметровом диапазоне имеют квазизвёздную природу, детально исследовались структура и поляризация сложных внегалактических источников. Руководил разработкой проекта радиотелескопа РАТАН-600.

## Педагогическая деятельность
Как педагог, профессор Хайкин отчётливо понимал, что качество профессиональных знаний специалиста в любом разделе физики зависят от глубины понимания основных законов классической физики и, в первую очередь, динамики движения. С этой целью он в течение 30 лет работал над созданным им учебником «Механика», выдержавшем три издания, а также сборниками задач по механике, переведённых на иностранные языки. Один из основных авторов классического «Учебника элементарной физики» в 3 томах под ред. акад. Г. С. Ландсберга.
Продолжая традицию своего учителя Л. И. Мандельштама, автора классических сборников лекций по физике, профессор Хайкин считал необходимым в своей педагогической работе не просто излагать материал, но и предвосхищать возможное недопонимание у своих учеников, связанное с отсутствием проникновения в суть вопроса. С этой целью он не жалел ни времени, ни объёма текста, чтобы сделать свои книги очень насыщенными и придать своим утверждениям характер большой конкретности.
Следуя пути, заложенному своим учителем, профессор Хайкин добивался активной работы своих учеников, подводя их к моментам, которые могли вызвать ложное представление о несуществующем парадоксе, и своевременно подсказывая выход из трудностей.
Игал Галили указывает, что именно Хайкин, вероятно, был тем, кто совершил прорыв в преподавании физики в школе в продвижении операционального определения понятия «вес».

Весом тела называют ту силу, с которой тело действует на покоящийся относительно Земли подвес (или подставку), к которому оно прикреплено (а не силу притяжения тела Землёй).

## Взгляды на силы инерции
Им была написана книга «Что такое силы инерции», ставшая популярным введением в механику. Через три десятка лет по причине накопления материала и с началом «космической эры» потребовалось переиздать эту книгу. Новая книга получила название «Силы инерции и невесомость».
В своих работах Хайкин последовательно придерживался материалистического взгляда на природу и существующие в ней закономерности, которые никак не зависят от воли человека. Так, он писал:

«Если бы не было человека и его сознания, то законы природы существовали бы, а те наши представления, которые приближённо отражают объективные закономерности и которые мы называем законами Ньютона, не существовали бы».
Например, он считал, что концепция пропорциональности ускорения, получаемого телом от приложенной к нему силы (при сохранении массы тела), не зависит от её происхождения и является проявлением объективно существующей природной закономерности. Из чего следует, что второй закон Ньютона в ускоренно движущихся системах отсчёта, как и в инерциальных системах отсчёта, «полностью сохраняет свою силу». При этом Хайкин подчёркивал, что «физическое содержание всякого закона только тогда становится ясным, когда точно определены способы измерения всех физических величин, фигурирующих в математической формулировке закона» и лишь только тогда можно приступить к проверке закона на опыте.
Он не разделял весьма распространённого в его время (так же как и в наше) субъективно-идеалистического взгляда, идущего от Маха, согласно которому объяснительная функция науки является излишней и должна быть исключена из поисков причин того или иного наблюдаемого на опыте явления. Согласно этому взгляду, физические понятия (в том числе и понятие об силах инерции) и связанные с ними термины являются не более, чем удобным средством описания наблюдаемых физических явлений, из чего следует вывод, что силы инерции фиктивны.
Хайкин писал, что с позиции общих принципов механики в отношении сил инерции (точнее эйлеровых сил инерции) «…следует признать, что у нас нет сколько-нибудь веских оснований сомневаться в реальности сил инерции…»
Однако это не защитило его от обвинения в склонности к махизму, а в критике его книги приняли участие многие его коллеги, в том числе и академик С. И. Вавилов, в то время Президент АН СССР.

## Награды
- Орден Трудового Красного Знамени (1953)
- Золотая медаль имени А. С. Попова АН СССР (1965)
- Почётный радист СССР (1946)[25]

## Публикации
- Андронов А. А., Витт А. А., Хайкин С. Э. Теория колебаний. — 1937 (1-е изд.); М.: Физматгиз, 1959 (2-е изд.); М.: Наука, 1981 (2-е изд., перераб. и испр.). — 560 с.
- Хайкин С. Э. Что такое силы инерции. Физическое введение в механику. — М.; Л.: ГТТИ, 1939. — 120 с.
- Хайкин С. Э. Механика. — М.; Л.: ГТТИ, 1940. — 371 с.
- Хайкин С. Э. Словарь радиолюбителя. Серия «Массовая радиобиблиотека», выпуск 131. — М.; Л.: Госэнергоиздат, 1952. — 316 с.
- Хайкин С. Э. Незатухающие колебания. Серия «Массовая радиобиблиотека», выпуск 181. — М.; Л.: Госэнергоиздат, 1953. — 128 с.
- Хайкин С. Э. Электромагнитные колебания и волны. — М.; Л.: Гос. энерг. изд-во, 1959.
- Хайкин С. Э. Словарь радиолюбителя. Издание 2-е, переработанное и дополненное. Серия «Массовая радиобиблиотека», выпуск 355. — М.; Л.: Госэнергоиздат, 1960. — 608 с.
- Хайкин С. Э., Кайдановский Н. Л., Есепкина Н. А., Шиврис О. Н. Большой пулковский радиотелескоп // Известия ГАО АН СССР. — 1960. — Т. 164. — С. 3—26.
- Хайкин С. Э. Электромагнитные колебания и волны. Серия «Массовая радиобиблиотека», выпуск 562. — М.; Л.: Энергия, 1964. — 208 с.
- Словарь радиолюбителя. Под редакцией Л. П. Крайзмера и С. Э. Хайкина. Издание 3-е, переработанное и дополненное. Серия «Массовая радиобиблиотека», выпуск 621. — М.; Л.: Энергия, 1966. — 740 с.
- Хайкин С. Э. Силы инерции и невесомость. — М.: Наука, 1967.
- Хайкин С. Э. Физические основы механики. Учеб. пособие для студ. ун-тов. — М.: Физматгиз, 1963, М.: Наука, 1971.
- Стрелков С. П., Сивухин Д. В., Хайкин С. Э. Сборник задач по общему курсу физики: Электричество и магнетизм. — М.: Физматлит Лань, 2006.